# Michael Krauss

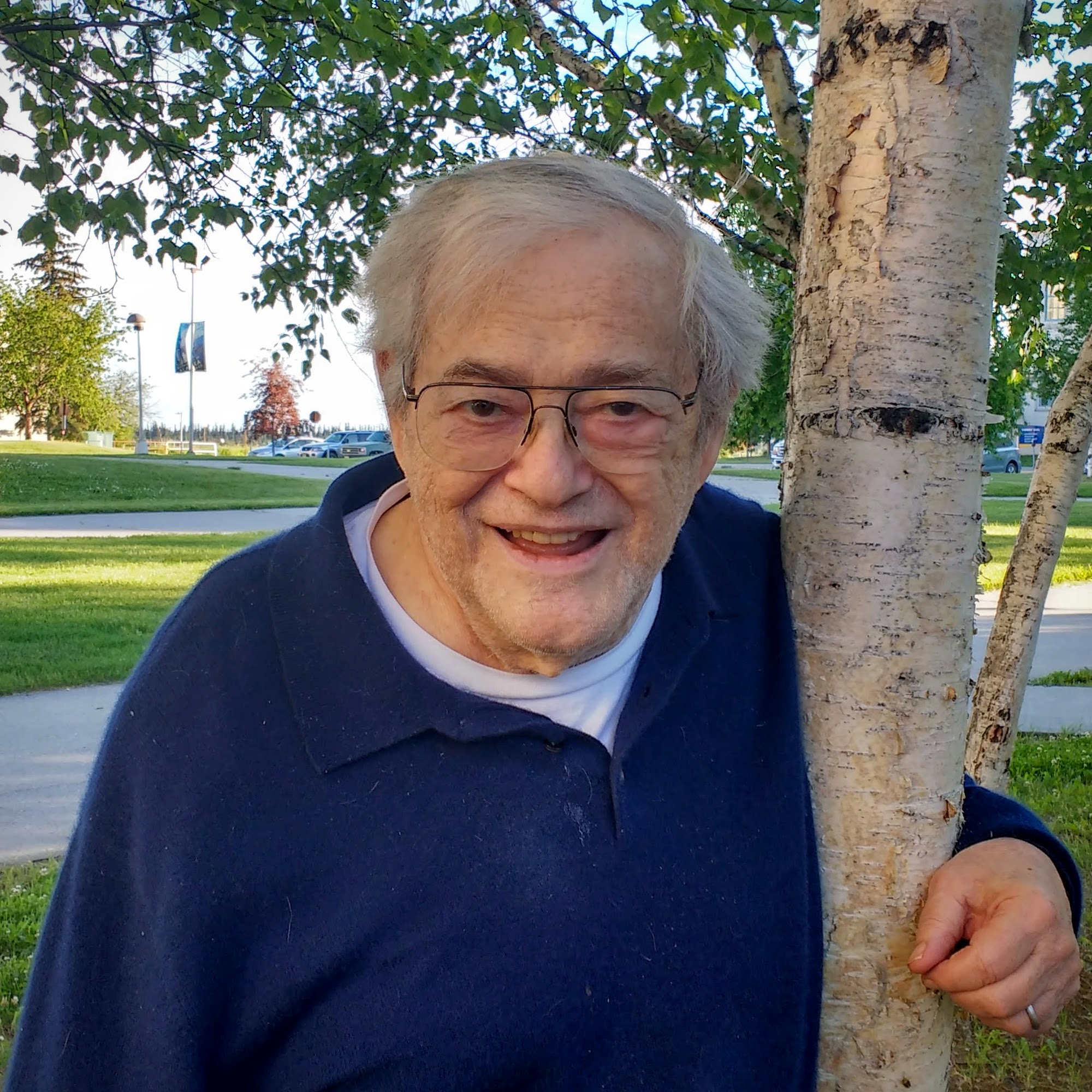
Michael E. Krauss in 2016

Michael E. Krauss (Cleveland, 15 augustus 1934 - Needham Massachusetts, 11 augustus 2019) was een Amerikaans taalkundige die onderzoek heeft gedaan naar de Na Dené-taalfamilie, vooral naar proto-Athabaskisch, pre-proto-Athabaskisch, het Eyak (dat niet meer wordt gesproken sinds de laatste spreker stierf in januari 2008) en vele andere Athabaskische en Eskimo-Aleoetische talen. Ook Europese talen zoals het Iers-Gaelisch heeft hij bestudeerd.
Krauss haalde een B.A. van de Universiteit van Chicago (1952); een M.A. van de Columbia-universiteit, (1954); en een Ph.D. van de Harvard-universiteit (1959).

## Bedreigde talen
Hij was een van de eerste die het probleem van bedreigde talen aankaartte toen hij in 1991 de Linguistic Society of America toesprak.
Krauss ging werken op de faculteit van de University of Alaska Fairbanks in 1960 en werd directeur van het Alaska Native Language Center sinds de oprichting ervan in 1972, tot hij op pensioen ging in juni 2000. Hij blijft als emeritus hoogleraar actief om de inheemse talen van Alaska te documenteren en hij maakt anderen bewust van het probleem van uitstervende talen.
Michael Krauss zegt dat kinderen in de Verenigde Staten slechts 20% van de overblijvende talen op aarde leren.

## Eyak
Krauss' grootste bijdrage aan de documentatie van talen is zijn onderzoek naar het Eyak, vooral in de jaren 60. Het Eyak was toen al een van de meest bedreigde talen van Alaska, en Krauss' werk is des te opmerkelijker omdat het vertegenwoordigt wat nu in het Engels "salvage linguistics" wordt genoemd: taalkundig onderzoek naar uitstervende talen. Ook al waren sommige gegevens over het Eyak voordien al beschikbaar, ze werden over het hoofd gezien door voorgaande onderzoekers, inclusief Edward Sapir. Het Eyak bleek een cruciale missing link te zijn voor historische taalkunde, omdat het even verwant was aan het naburige Ahtna als aan het Navajo, dat veel verder weg gesproken wordt. Met uitvoerig onderzoek naar het Eyak was het mogelijk om het bestaan van een Athabaskan-Eyak-Tlingit-taalfamilie te staven, hoewel er geen fonologisch bewijs voor verwantschap met het Haida te vinden was. Daarbovenop inspireerde het systeem van klinkerwijzigingen, aanwezig in het Eyak, Krauss' theorie van Athabaskische tonogenesis, het ontstaan van toon, waarbij toon ontstaat door klinkervernauwing.